# 숀 폴

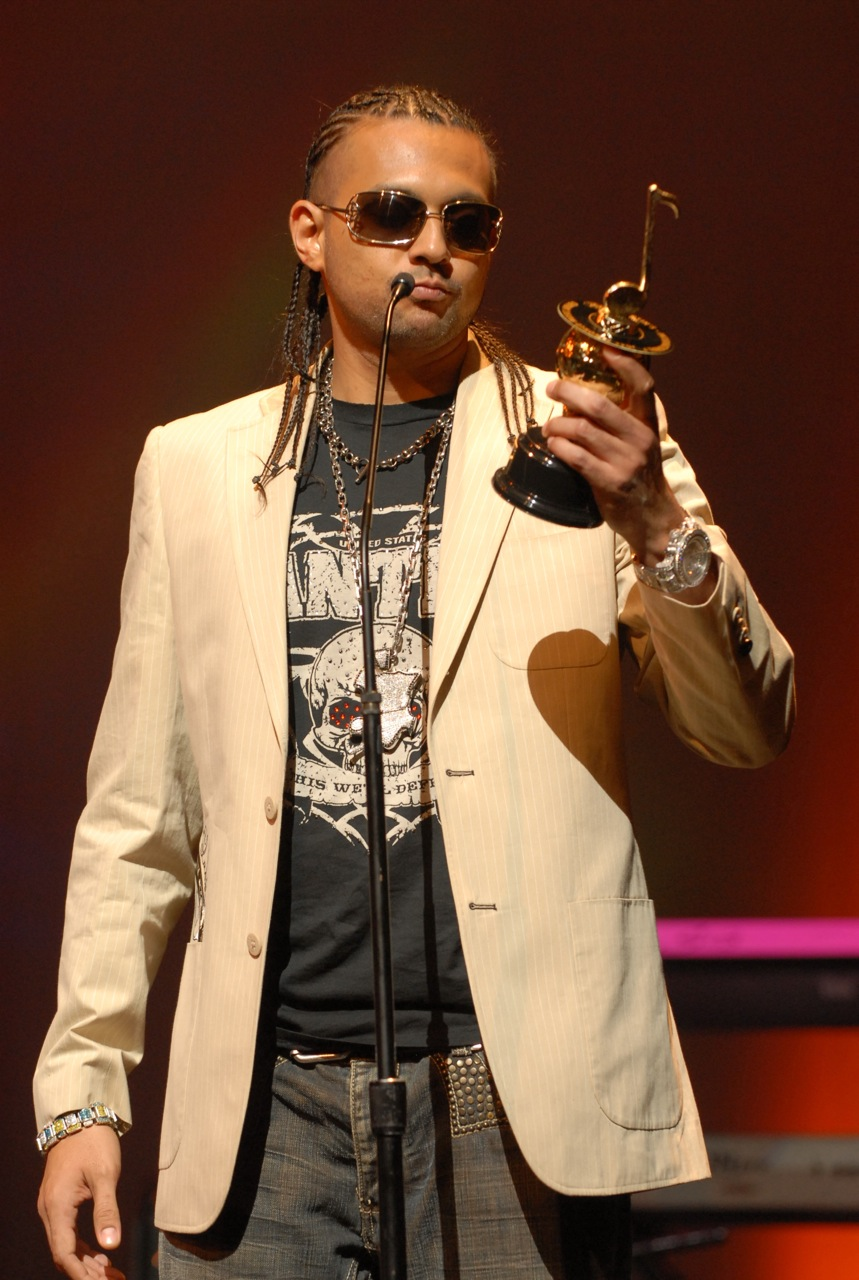
숀 폴

숀 폴(Sean Paul, 본명: 숀 폴 라이언 프랜시스 헨리케스, Sean Paul Ryan Francis Henriques, 1973년 1월 9일 ~ )은 자메이카의 랩 가수 겸 레게 음악 가수다.

## 생애
그는 자메이카에서 태어났다. 그의 가족들은 모두 수영선수였는데, 모두 국내에서 상을 받고 실력을 인정받은 선수 가족이었다. 1998년 그는 영화 'Belly'에 참여했다.

### Stage One and Dutty Rock (2000-2004)
2000년 첫앨범 'State One'을 발매한다. 당시 차트에서 55위를 기록했다.
그 후 히트 앨범인 'Dutty Rock'을 발매한다. 첫 싱글인 'Gimmie That'부터 'I'm Still In Love With You'까지 그는 그래미 어워드에서 상을 받는다.

### The Trinity (2005-2008)
그는 2005년 'The Trinity'을 발매한다. 당시 유명한 프로듀서, 뮤직비디오 감독들을 동원했고, 미국 레게 차트에서 1위를 하고, 세계 각국 차트에서 10위권 안에 든다.

### 현재
현재 그는 새 앨범 'Imperial Blaze'를 발매할 예정이다.

## 앨범
- Stage One (2000)
- Dutty Rock (2002)
- The Trinity (2005)
- Imperial Blaze (2009)
- Tomahawk Technique (2012)

## 그래미 어워드
- 2004: Grammy Award - Best Reggae Album (Dutty Rock)
- 2005: Billboard Music Award - Selling Reggae Artist of the Year
- 2005: Billboard Music Award - Top Selling Reggae Album of the Year (The Trinity)
- 2006: Priya Awards - Best Hardman
- 2006: American Music Awards- Favorite Pop/Rock Male Artist
- 2006: Billboard Music Awards - Hot 100 single of the year "Temperature"
- 2007: Jamaican Awards - Best male reggae singer